# Petr Žemlík
Petr Žemlík (* 6. října 1950) je bývalý český fotbalový útočník a trenér. Jeho syn Jan Žemlík je také bývalým prvoligovým fotbalistou.

## Hráčská kariéra
V československé nejvyšší soutěži nastupoval v sezoně 1969/70 za SONP Kladno, vstřelil jednu branku.

### Prvoligová bilance
| Ročník                                   | Zápasy | Góly | Minuty | Klub           |
| ---------------------------------------- | ------ | ---- | ------ | -------------- |
| 1. československá fotbalová liga 1969/70 | 8      | 1    | 387    | TJ SONP Kladno |
| CELKEM 1. LIGA                           | 8      | 1    | 387    |                |

## Trenérská kariéra
Zdroje: 
Po skončení hráčské kariéry se stal trenérem, odkoučoval 83 prvoligových utkání s bilancí 29 výher, 25 remíz, 29 proher, 100 vstřelených a 98 inkasovaných branek. Svoje svěřence vedl taktéž ve více než 100 druholigových zápasech. S Opavou startoval v Poháru Intertoto v ročníku 1996.
- 1984/85 (5. liga) – TJ Nový Jičín
- 1990/91 (2. liga) – FK Ostroj Opava
- 1991/92 (2. liga) – FK Ostroj Opava
- 1993/94 (2. liga) – FK VP Frýdek Místek (část sezony)
- 1994/95 (2. liga) – FK VP Frýdek Místek (1.–14. kolo)
- 1994/95 (2. liga) – FC Kaučuk Opava (15.–34. kolo)
- 1995/96 (1. liga) – FC Kaučuk Opava
- 1996/97 (1. liga) – FC Kaučuk Opava
- 1997/98 (1. liga) – FC Kaučuk Opava (27.–30. kolo)
- 1998/99 (2. liga) – FK VP Frýdek Místek (16.–30. kolo)
- 1999/00 (1. liga) – SK Sigma Olomouc (10.–28. kolo)
- 2005/06 (5. liga) – SFC Opava
- 2006/07 (2. liga) – SFC Opava (1.–15. kolo)

## Funkcionářská kariéra
V červenci 2013 vykonával po necelý měsíc funkci generálního manažera SFC Opava.